# Nikola Cindro (ratnik)
Nikola Cindro (Split, sredina 16. st. - Klis, 28. svibnja 1596.), splitski plemić i protuosmanski ratnik iz splitske plemićke obitelji Cindro.
Otac mu je bio Agostin, a brat Petar Cindro. Zajedno sa splitskim plemićem Ivanom Albertijem, bio je jedan od glavnih vođa u organiziranju oslobođenja Klisa od Osmanlija 1596. godine. Njegov zadatak je bio osigurati potporu i financijsku pomoć za akciju od njemačkog cara i hrvatsko-ugarskog kralja Rudolfa II. Habsburga (1576. – 1608.) te dovesti u pomoć carske trupe i uskoke. Ivan Alberti je napao Klis već 7. travnja, a Cindro mu je priskočio u pomoć sutradan, dok je carska vojska iz Vojne krajine, pod zapovjedništvom Jurja Lenkovića stigla pod Klis 27. travnja.
Poslije Albertijeve smrti, general Lenković ga je imenovao zapovjednikom tvrđave, ali odbio je položaj zbog protivljenja Ivanova brata, arhiđakona Nikole Albertija. Krajem svibnja 1596. godine odlučio se probiti, zajedno s Lenkovićem, iz tvrđave kako bi doveo pomoć opsjednutoj tvrđavi, ali je poginuo u sukobu protiv osmanske vojske.